# المركز الوطني لبيانات الثلج والجليد
المركز الوطني لبيانات الثلوج والجليد (NSIDC) هو مركز معلومات وإحالة أمريكي يدعم الأبحاث القطبية والغلاف الجليدي. يقوم المركز الوطني لبيانات الثلوج والجليد بأرشفة وتوزيع بيانات الثلوج والجليد الرقمية والتناظرية، كما يحتفظ بمعلومات حول الغطاء الثلجي والانهيارات الثلجية والأنهار الجليدية والصفائح الجليدية وجليد المياه العذبة والجليد البحري والجليد الأرضي والتربة الصقيعية والجليد الجوي وعلم العصور الجليدية القديمة وعينات الجليد.

## نبذة
المركز الوطني لبيانات الثلوج والجليد هو جزء من معهد جامعة كولورادو بولدر التعاوني لأبحاث العلوم البيئية (CIRES)، وهو تابع للمراكز الوطنية للمعلومات البيئية التابعة للإدارة الوطنية للمحيطات والغلاف الجوي من خلال اتفاقية تعاون. يعمل المركز الوطني لبيانات الثلوج والجليد كواحد من اثني عشر مركزًا للأرشيف النشط الموزع بتمويل من الإدارة الوطنية للملاحة الجوية والفضاء لأرشفة وتوزيع البيانات من الأقمار الصناعية السابقة والحالية التابعة لناسا وبرامج القياس الميداني. يدعم المركز الوطني لبيانات الثلوج والجليد أيضًا المؤسسة الوطنية للعلوم من خلال تبادل الملاحظات المحلية ومعرفة القطب الشمالي ومنح البحث العلمي الأخرى. المركز الوطني لبيانات الثلوج والجليد هو أيضًا عضو في المجلس الدولي للعلوم. مارك سيريز هو مدير المركز الوطني لبيانات الثلوج والجليد.

## التاريخ
تم إنشاء مركز البيانات العالمي لعلم الجليد في بولدر، وهو مركز بيانات مسؤول عن أرشفة جميع المعلومات الجليدية المتاحة، في الجمعية الجغرافية الأمريكية تحت إدارة الدكتور ويليام فيلد في عام 1957. وتم تشغيله بين عامي 1971 و1976 بواسطة هيئة المسح الجيولوجي الأمريكية، مكتب مشروع علم الجليد، تحت إشراف الدكتور مارك إف ماير.
في عام 1976 تم نقل مسؤولية مركز البيانات العالمي لعلم الجليد إلى الإدارة الوطنية للمحيطات والغلاف الجوي، خدمة البيانات والمعلومات البيئية، وانتقل المركز إلى جامعة كولورادو في بولدر تحت إشراف البروفيسور روجر جي. باري. في عام 1982، أنشأت الإدارة الوطنية للمحيطات والغلاف الجوي المركز الوطني لبيانات الثلوج والجليد كوسيلة لتوسيع مقتنيات مركز البيانات العالمي (مركز البيانات العالمي) وكمكان لأرشفة البيانات من بعض برامج الإدارة الوطنية للمحيطات والغلاف الجوي. في الثمانينيات والتسعينيات، اتسع دعم المركز الوطني لبيانات الثلج والجليد بتمويل وكالة ناسا لمركز الأرشيف النشط الموزع للثلج والجليد وتمويل مؤسسة العلوم الوطنية لإدارة البيانات والبيانات الوصفية المحددة في القطب الشمالي والقطب الجنوبي.

## التفاعلات الدولية
تعمل البرامج الدولية للعلوم وإدارة البيانات على تسهيل التبادل الحر للبيانات وتسريع الأبحاث الرامية إلى فهم دور الغلاف الجليدي في نظام الأرض. يساهم المركز الوطني لبيانات الثلج والجليد في عدد من البرامج الدولية. وتقع معظم هذه البرامج التي نذكر القليل منها هنا تحت رعاية المجلس الدولي للعلوم.
يشارك علماء المركز الوطني لبيانات الثلج والجليد في الاتحاد الدولي للجيوديسيا والجيوفيزياء، والرابطة الدولية لعلوم الغلاف الجليدي وفي أنشطة الرابطة الدولية للتربة الصقيعية، والبنك العالمي الرقمي لبيانات الجليد البحري، والمناخ العالمي. برنامج بحوث المناخ العالمي، بما في ذلك المناخ والغلاف الجليدي، وتجارب إنتاج الطاقة والمياه، والنظام العالمي لمراقبة المناخ، والنظام العالمي لأنظمة رصد الأرض. وكان المدير السابق لـ المركز الوطني لبيانات الثلج والجليد، نائباً مشاركاً لرئيس الفريق التوجيهي العلمي حتى عام 2005، وكان عضواً في فريق مراقبة المناخ التابع للنظام العالمي لمراقبة المناخ والنظام العالمي لمراقبة الأرض حتى عام 2007.

## الأبحاث
يدرس الباحثون في المركز الوطني لبيانات الثلج والجليد ديناميكيات الأرفف الجليدية في القطب الجنوبي، والتقنيات الجديدة للاستشعار عن بعد للثلوج ودورة تجميد وذوبان التربة، ودور الثلج في النمذجة الهيدرولوجية، والروابط بين التغيرات في مدى الجليد البحري وأنماط الطقس، والتحولات واسعة النطاق في المناخ القطبي، وجليد الأنهار والبحيرات، وتوزيع وخصائص الأراضي المتجمدة موسميًا ودائمًا. يتابع العلماء عملهم كجزء من قسم العمليات القطبية والغلاف الجليدي بجامعة كولورادو بولدر.
يقوم المركز الوطني لبيانات الثلج والجليد أيضًا بمراقبة الجليد البحري في القطب الشمالي والقطب الجنوبي في الوقت الفعلي تقريبًا، وينشر بانتظام بيانات وتحليلات عن مدى الجليد البحري على صفحة أخبار وتحليل الجليد البحري في القطب الشمالي.

## المعرفة المحلية والتقليدية
أحد المشاريع البحثية للمركز الوطني لبيانات الثلج والجليد هو تبادل الملاحظات والمعرفة المحلية حول القطب الشمالي وهو جهد دولي تعاوني تم إطلاقه خلال السنة القطبية الدولية 2007-2009. تعمل المعرفة المحلية على تسهيل عملية جمع وحفظ وتبادل واستخدام الملاحظات والمعرفة المحلية الخاصة بالقطب الشمالي. يتم توفير إدارة البيانات ودعم المستخدم بواسطة المعرفة المحلية بينما تعمل على تعزيز التعاون بين خبراء القطب الشمالي المقيمين والباحثين الزائرين. من خلال العمل معًا، قدم سكان القطب الشمالي والباحثون مساهمات كبيرة في فهمنا للقطب الشمالي والتغيرات الأخيرة فيه. يتمثل أحد التحديات الرئيسية التي تواجه أبحاث المعرفة المحلية والتقليدية والرصد المجتمعي في وجود وسيلة فعالة ومناسبة لتسجيل البيانات والمعلومات وتخزينها وإدارتها. هناك أيضًا مسألة إيجاد وسيلة فعالة لإتاحة هذه البيانات لسكان القطب الشمالي والباحثين، بالإضافة إلى المجموعات المهتمة الأخرى مثل المعلمين والطلاب وصناع القرار. وبدون شبكة ونظام لإدارة البيانات لدعم المعرفة المحلية والبحوث المجتمعية.

## روابط خارجية
- NSIDC main page
- NSIDC Arctic Sea Ice News & Analysis
- Icelights, a regular column by cryosphere experts and questions from the public
- Serious Science, an interview with NSIDC lead scientist Ted Scambos from The Antarctic Sun